# NGC 4576
NGC 4576 é uma galáxia espiral barrada (SBbc) localizada na direcção da constelação de Virgo. Possui uma declinação de +04° 22' 03" e uma ascensão recta de 12 horas, 37 minutos e 33,5 segundos.
A galáxia NGC 4576 foi descoberta em 27 de Abril de 1881 por Edward Singleton Holden.